# V síti
V síti je český dokumentární film autorské dvojice Vít Klusák a Barbora Chalupová o tématu zneužívání dětí na internetu, tzv. kybergroomingu. Stal se filmovou událostí roku 2020 a také nejúspěšnějším českým dokumentárním projektem všech dob.

## Téma
Film dokumentuje tři fiktivní dvanáctileté dívky Michaelu Soukupovou, Týnu Junovou a Nikolu Komárkovou, které hrají mladistvě vypadající dospělé ženy. Tyto „dívky“ si píšou a telefonují s tzv. sexuálními predátory na internetu. Sexuální predátoři mají většinou za cíl z obětí vylákat obnaženou fotografii. Během natáčení filmu došlo také k několika osobním schůzkám (za přítomnosti skrytých kamer, ochranky a dalších odborníků).

## Vznik
Pro účely tohoto dokumentu byly ve studiu vybudovány tři dětské pokoje, ve kterých se odehrávala komunikace s predátory. Jen jeden z dvou a půl tisíce lidí si s dívkou chtěl jen psát, téměř všichni ostatní se zaměřovali na sexuální fotografie a videa. Dvě ze tří hereček musely podstoupit psychoterapii. Součástí projektu byla také osobní setkání hereček s predátory, ta probíhala v pražské kavárně Cafe Jedna.
Natáčení tohoto dokumentu probíhalo pod dohledem ředitelky Linky důvěry, psycholožky, sexuoložky, právničky a kriminalistky (se specializací na kyberkriminalitu). Do přípravy a zpracování filmu se také zapojil tým projektu E-bezpečí.

### Financování
Autor projektu režisér Vít Klusák využil k zafinancování crowdfundingové kampaně, kde pomoci veřejné sbírky chtěl získat alespoň 850 tisíc korun, přičemž se mu podařilo takto nashromáždit 3 012 923 Kč. V této sbírce nabídl, že ti, kdo přispějí částkou 15 000 Kč a více, budou uvedení v závěrečných titulcích filmu. Měsíc před premiérou prošla internetovými médii zpráva o tom, že tvůrci dokumentu se rozhodli vrátit příspěvek Československé pedofilní komunitě (ČEPEK), protože některý z koproducentů projektu si nepřeje, aby ČEPEK byl uveden v titulcích, i když při předpremiéře uveden byl.

### Plánované uvedení filmu
Film byl hotov již na podzim 2019. Teaser byl zveřejněn v květnu 2019. Uvedení do kin proběhlo ve dvou verzích: klasický stominutový dokument je přístupný od 15 let, pro diváky od 12 let se několik dní po vydání dokumentu 15+ začala promítat verze V síti: Za školou, která je dlouhá 63 minut. Film nazvaný V síti 18+ byl vydán 9. července 2020 a na rozdíl od původní verze obsahuje explicitní scény a je přístupný od 18 let.
Pro film V síti bylo pořízeno celkem 390 hodin materiálu.

### Premiéra
Premiéra v českých kinech proběhla 27. února 2020, televizní premiéra proběhla 10. března 2021 na ČT1. Za necelé dva týdny po premiéře vidělo film v kinech více než 266 tisíc diváků, jde tedy o nejúspěšnější český dokument v historii. Během televizní premiéry jej sledovalo 1,24 milionu diváků starších 15 let a stal se nejsledovanějším pořadem večera. Producenty filmu jsou Vít Klusák, Filip Remunda, Hypermarket Film, Česká televize, Peter Kerekes, Rozhlas a televize Slovenska a Helium film.
Spolu s filmem byla 27. února 2020 vydána také kniha Mariky Pecháčkové Kdo chytá v síti, která na film navazuje. Zabývá se zneužíváním dětí na internetu mimo jiné prostřednictvím rozhovorů s oběťmi a predátory a uvedením názorů odborníků a lidí z oboru.

## Společenská reakce
Po vydání dokumentu se téma kybergroomingu a internetových predátorů stalo velmi diskutovaným. K tématu se na internetových, televizních či rádiových pořadech vyjádřily jak lidé z filmu V síti, tak odborníci na daná témata. Policie ČR na základě filmu spustila trestní stíhání mnoha z účinkujících. Firmy jako ČSOB nebo O2 spustily v reakci na film edukační reklamní kampaně.
Poté, co 10. srpna 2020 autoři dokumentu na Facebooku oznámili prodej dárkových předmětů s citacemi výroků internetových predátorů, sklidili od svých fanoušků vlnu kritiky za jejich nevkusnost a důkaz komerčního účelu projektu.

## Německá verze dokumentu
Pro uvedení v německých kinech byl film nadabován do němčiny a pojmenován Gefangen im Netz.
Německá televize RTL také uvedla vlastní napodobeninu filmu V síti pod názvem Angriff auf unsere Kinder und was WIR dagegen machen können. Režisér Vít Klusák to ve vyjádření pro server iRozhlas označil za „nekolegiální chování“, protože původně s německou distribuční společností vyjednávala o zakoupení jeho verze a samotná RTL si od nich zapůjčila kopii filmu. Tento přístup režiséra Víta Klusáka sklidil kritiku za to, že údajně preferuje své finanční zájmy před osvětou v tématu zneužívání děti na internetu.

## Dopady
Herečky během deseti dnů, po které na sociálních sítích předstíraly, že je jim kolem 12 let, oslovilo celkem 2458 osob (v drtivé většině muži). Kriminalisté se ovšem začali zabývat pouze deseti z nich, i když podle režiséra Klusáka si policie vyžádala natočený materiál ke 42 osobám z dokumentu.
S jednou výjimkou byli všichni sexuální predátoři odsouzení nebo podezřelí z pokusu o navazování nedovoleného kontaktu s dítětem, za který jim hrozily až dva roky odnětí svobody. Jako první dostal v prosinci 2019 trest Marek V., kterého soud za pokus o nedovolený kontakt s dítětem potrestal deseti měsíci s podmíněným odkladem na tři roky. Podmínku dostal také Matouš K., který figuroval i v dokumentární sérii Černota. Soud mu uložil 14 měsíců vězení se zkušební dobou tři roky. Dalším potrestaným byl muž s tričkem s logem Batmana. Ten se policii po odvysílání dokumentu sám přihlásil. V dohodě o vině a trestu mu byla vyměřena roční podmíněná zkušební doba. Vyšetřování dalšího jednoho muže z dokumentu bylo zastaveno a u dalšího odloženo.
Tehdy osmačtyřicetiletý sexuální predátor Martin Konopásek z Ústí nad Labem s přezdívkou „Ústečan“, který postupně komunikoval se všemi třemi herečkami a na konci filmu byl štábem konfrontován, stanul před Ústeckým soudem, který v únoru 2021 případ odročil na duben kvůli konzultaci se znalci. Za výčet trestných činů, ze kterých byl obviněn, mu hrozilo až 5 let vězení. Jde přitom o recidivistu. Podle 16 let starého rozhodnutí Okresního soudu v Teplicích se „Ústečan“ líbal se čtrnáctiletou dívkou a následně ji i osahával a vyvíjel sexuální nátlak. Poté byl odsouzen za trestný čin pohlavního zneužívání. V dubnu 2021 byl „Ústečan“ nepravomocně odsouzen k dvěma rokům odnětí svobody. Dalším odsouzeným byl Dominik N., který v dokumentu vystupoval pod přezdívkou „Sneeky“. Tomu nejdříve hrozilo až 12 let za trestný čin sexuálního nátlaku spáchaného na dítěti mladším 15 let a za navázání nedovoleného kontaktu s dítětem a šíření pornografie. Nakonec však v listopadu 2020 dostal tříletou podmínkou s pětiletým odkladem pravomocně na základě dohody o vině a trestu. Na základě této dohody mu soud rovněž nařídil ochrannou sexuologickou léčbu. Souzena byla dále partnerská dvojice Ivan H. a Markéta M., která herečce nabízela skupinový sex. Oba obžalovaní byli v únoru 2021 nepravomocně odsouzeni k trestu odnětí svobody, jehož výkon byl podmíněně odložen. Ivan H. byl také vyhoštěn do své rodné země na Slovensko.
V dokumentu právník František Vyskočil, který byl přítomný při natáčení, uvedl, že problémem není jen existence sexuálních predátorů, ale také neodpovědné chování provozovatelů chatovacích portálů a sociálních sítí, kteří nijak nemoderují nebezpečné chování svých uživatelů. Jedním z důsledků diskuse kolem dokumentu V síti bylo i ukončení provozu chatovací stránky Lidé.cz, které provozoval Seznam.cz a kterou štáb (mimo jiných) používal pro lovení sexuálních predátorů. Oficiální stanovisko provozovatele Lidé.cz za důvod ukončení uvedl nerentabilitu portálu a neúnosně rostoucí náročnost administrace profilů a obsahu na nich zveřejněných.
Herečka Anežka Pithartová v květnu 2019 uvedla, že kvůli zážitkům z natáčení musela absolvovat terapii.

## Kredity
Na filmu se podíleli tito lidé:
- Námět – Vít Klusák
- Režie a scénář – Vít Klusák, Barbora Chalupová
- Kamera – Adam Kruliš
- Zvuk – Adam Bláha
- Střih – Vít Klusák
- Odborný poradce – Kamil Kopecký
- Architekt – Jan Vlček
- Výkonná producentka – Pavla Klimešová
- Kreativní producenti – Petr Kubica, Jiřina Budíková
- Hudba –  Jonatán Pastirčák

### Herečky
| Anežka Pithartová | Týna („Týnka“) Junová              |
| Tereza Těžká      | Michaela („Míša/Mishka“) Soukupová |
| Sabina Dlouhá     | Nikola („Niky“) Komárková          |